# إسماعيل بن إسحاق القاضي
أبو إسحاق إسماعيل بن إسحاق بن إسماعيل بن حماد بن زيد بن درهم الأزدي البصري المالكي ، قاضي بغداد، وأحد رواة الحديث النبوي.

## أسمه ونسبه
هو إسماعيل بن إسحاق بن إسماعيل بن حماد بن زيد بن درهم الجهضمي الأزدي مولاهم البصري، ينتمي إلى جهضم، وهو بطن من الأزد، من العرب القحطانيين.
وجده الأكبر حماد بن زيد كان من كبار محدثي البصرة. 

## سيرته
ولد اسماعيل بن اسحاق القاضي عام199 هـ.
وكان الناس يصيرون إليه فيقتبس منه كل فريق علما لا يشاركه فيه الآخرون، فمن قوم يحملون الحديث، ومن قوم يحملون علم القرآن والقراءات والفقه إلى غير ذلك مما يطول شرحه، فأما سداده في القضاء، وحسن مذهبه فيه وسهولة الأمر عليه فيما كان يلتبس على غيره فشيء شهرته تغنى عن ذكره، وكان في أكثر أوقاته وبعد فراغه من الخصوم متشاغلا بالعلم، لأنه اعتمد على كتابه أبي عمر محمد بن يوسف، فكان يحمل عنه أكثر أمره من لقاء السلطان، وينظر له في كل أمره، وأقبل هو على الحديث والعلم".،
ثم صنف الموطأ، وألف كتابا في الرد على محمد بن الحسن يكون نحو مائتي جزء ولم يكمل. استوطن بغداد، وولي قضاءها إلى أن توفي، وتقدم حتى صار علما، ونشر مذهب مالك بن أنس في العراق. له كتاب أحكام القرآن، لم يسبق إلى مثله، وكتاب معاني القرآن، وكتاب في القراءات. وتفقه به مالكية العراق.
سمع من: محمد بن عبد الله الأنصاري، ومسلم بن إبراهيم، والقعنبي، وعبد الله بن رجاء الغداني، وحجاج بن منهال، وإسماعيل بن أبي أويس، وسليمان بن حرب، وعارم، ويحيى الحماني، ومسدد بن مسرهد، وأبي مصعب الزهري، وقالون عيسى وتلا عليه بحرف نافع. أخذ الفقه عن أحمد بن المعذل وطائفة، وصناعة الحديث عن علي بن المديني، وفاق أهل عصره في الفقه. روى عنه: أبو القاسم البغوي، وابن صاعد، والنجاد، وإسماعيل الصفار، وأبو سهل بن زياد، وأبو بكر الشافعي، والحسن بن محمد بن كيسان، وأبو بحر محمد بن الحسن البربهاري وعدد كثير.
روى النسائي في كتاب الكنى عن إبراهيم بن موسى عنه.

## شيوخه
تلقى العلم عن عدد من كبار المحدثين والقراء والفقهاء في عصره، منهم:
- محمد بن عبد الله الأنصاري
- مسلم بن إبراهيم
- عبد الله بن رجاء الغداني
- القعنبي
- حجاج بن منهال
- إسماعيل بن أبي أويس
- سليمان بن حرب
- عارم
- يحيى الحماني
- مسدد بن مسرهد
- أبو مصعب الزهري
- قالون عيسى – وقرأ عليه بحرف نافع.

كما أخذ الفقه عن أحمد بن المعذل وطائفة، وصناعة الحديث عن الإمام علي بن المديني، كان متفوقاً على علماء زمانه في علم الفقه.

## تلاميذه والرواة عنه
روى عنه عدد من كبار أهل العلم، ومن أبرزهم:
- أبو القاسم البغوي
- ابن صاعد
- النجاد
- إسماعيل الصفار
- أبو سهل بن زياد
- أبو بكر الشافعي
- الحسن بن محمد بن كيسان
- أبو بحر محمد بن الحسن البربهاري

```
وغيرهم الكثير 
```

## أقوال العلماء عنه
- قال أبو محمّد بن أبي زيد: «هو شيخ المالكيين في وقته وإمام تامّ الإمامة، يقتدى به، وكان النّاس يصيرون إليه … وقال القاضي أبو الوليد الباجيّ إذ سمّى من بلغ درجة الاجتهاد فقال: ولم تحصل هذه الدّرجة بعد مالك إلا لإسماعيل القاضي».[5]
- قال أبو بكر الخطيب: «كان عالما متقنا فقيها، شرح المذهب واحتج له، وصنف المسند وصنف علوم القرآن، وجمع حديث أيوب، وحديث مالك».[6]
- قال عنه المبرد: «القاضي أعلم مني بالتصريف، وبلغ من العمر ما صار واحدا في عصره في علو الإسناد؛ لأن مولده كان سنة تسع وتسعين ومائة، فحمل الناس عنه من الحديث الحسن ما لم يحمل عن كبير أحد.»
- قال ابن مجاهد: «سمعت المبرد يقول إسماعيل القاضي أعلم مني بالتصريف».
- وعن إسماعيل القاضي قال: «أتيت يحيى بن أكثم وعنده قوم يتناظرون، فلما رآني قال قد جاءت المدينة».
- قال نفطويه: «كان إسماعيل كاتب محمد بن عبد الله بن طاهر، فحدثني أن محمدا سأله عن حديث أنت مني بمنزلة هارون من موسى وحديث من كنت مولاه فقلت الأول أصح، والآخر دونه، قال فقلت لإسماعيل فيه طرق، رواه البصريون والكوفيون، فقال نعم، وقد خاب وخسر من لم يكن علي مولاه».
- قال محمد بن إسحاق النديم: «إسماعيل هو أول من عين الشهادة ببغداد لقوم، ومنع غيرهم، وقال قد فسد الناس».
- قال الذهبي: «ولي قضاء بغداد ثنتين وعشرين سنة، وولي قبلها قضاء الجانب الشرقي، في سنة ست وأربعين ومائتين، وكان وافر الحرمة، ظاهر الحشمة، كبير الشأن، يقع حديثه عاليا في الغيلانيات».[7]

## مؤلفاته
من تآليفه:
- أحكام القرآن
- المبسوط في الفقه،
- الرد على أبي حنيفة
- الرد على الشافعي في بعض ما أفتيا به،
- الأموال والمغازي
- شواهد الموطأ عشر مجلدات،
- الأصول
- السنن
- الاحتجاج بالقرآن مجلدان.

## وفاته
توفي فجأة في شهر ذي الحجة سنة 282 هـ .